# 536

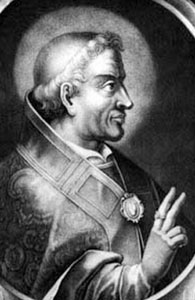
Paus Agapitus I (r. 535-536)

Het jaar 536 is het 36e jaar in de 6e eeuw volgens de christelijke jaartelling.

## Gebeurtenissen

### Byzantijnse Rijk
- Voorjaar - Keizer Justinianus I benoemt zijn neef Germanus tot magister militum per Africae en ere-consul. Hij stuurt hem naar Noord-Afrika om een grootschalige muiterij van de Byzantijnse troepen te onderdrukken.[1]

### Europa
- Zomer - Gotische Oorlog: Belisarius steekt met een expeditieleger (8.000 man) de Straat van Messina over en valt Italië binnen. Hij verovert Rhegium en trekt langs de kust, ondersteund door de vloot, naar Napels.
  - Belisarius belegert Napels en weet de stad door een list in te nemen. Hij stuurt zijn troepen door een verlaten aquaduct en het Gotische garnizoen geeft zich over. De Hunnen houden een slachting onder de burgers.[2]
- November - Koning Theodahad wordt afgezet en vervangen door zijn rivaal Witiges. Die trouwt in Ravenna met de 18-jarige Mathesuntha (dochter van Amalasuntha) en versterkt zijn positie tegenover de Gotische adel.
- 9 december - Belisarius trekt zonder tegenstand Rome binnen, het Gotische garnizoen (4.000 man) wordt uit de "Eeuwige Stad" verdreven. Hij stuurt een dringend verzoek voor versterkingen naar Justinianus I.
- Winter - Belisarius laat in Rome de verwaarloosde stadsmuren (Aureliaanse Muur) herstellen en bereidt zich voor op een belegering door de Goten. Hij legt grote voedselvoorraden (o.a. graan) aan vanuit Sicilië.
- Winter - Witiges voert onderhandelingen met de Franken en biedt hun de Ostrogotische gebieden in Gallië aan, in ruil voor militaire steun in de oorlog. De Provence en Allemannië worden ingelijfd bij het Frankische Rijk.

### Azië
- Senka (r. 536-539) volgt zijn broer Ankan op als de 28e keizer van Japan. (Dit volgens de Kojiki)

### Religie
- Paus Agapitus I arriveert in Constantinopel en onder invloed van hem wordt patriarch Anthimus I, een aanhanger van het monofysitisme, vervangen door Mennas.
- 22 april - Agapitus I sterft na een pontificaat van 10 maanden en wordt opgevolgd door Silverius als 58e paus van Rome.
- De stad Mâcon (Frankrijk) wordt een bisschopszetel.
- De bouw van de Kleine Hagia Sophia wordt voltooid.

### Algemeen
- In diverse delen van de wereld is deze zomer ongebruikelijk koud en somber, en andere uitzonderlijke weersomstandigheden vinden plaats, zie extreme weersomstandigheden van 535-536

## Geboren
- Agathias Scholastikos, Byzantijns jurist en schrijver (overleden 582)
- Evagrius Scholasticus, Syrisch kerkhistoricus (waarschijnlijke datum)
- Venantius Fortunatus, Merovingisch bisschop (waarschijnlijke datum)

## Overleden
- 22 april - Agapitus I, paus van de Katholieke Kerk
- Ankan, keizer van Japan (waarschijnlijke datum)
- Theodahad, koning van de Ostrogoten